# Клан ювелиров
«Клан ювелиров» (укр. Клан ювелірів) — украинский телесериал 2015 года. Онлайн премьера состоялась 10 августа 2015 года, телевизионная — 17 августа.

## Синопсис
1983 год. Отслужив в советской армии, Георгий Метревели из Кутаиси и Борис Кравец из Полтавы отправляются во Львов, чтобы обучиться ювелирному мастерству. Там они оба влюбляются в девушку Елену, которая выбирает Георгия. Это событие открывает путь противостояния, которое разгорается спустя более чем 20 лет, когда дети враждующих семей Зоя и Тимур влюбляются друг в друга.

## Актёры и персонажи[3]
- Наталья Денисенко — Зоя Мовчан, внебрачная дочь Бориса Кравца, старшая дочь Марго.
- Андрей Фединчик — Тимур Метревели\Ченати, старший сын Георгия и Елены, жених Зои, муж Натальи, отец Зоиной дочки
- Константин Данилюк — Борис Кравец, отец Натальи и Зои.
- Вячеслав Довженко — Георгий\Ираклий Метревели, отец Тимура, Габриэлы и Михаила.
- Валерия Ходос — Елена Метревели, жена Георгия, мать Тимура, Габриелы, Михаила.
- Светлана Зельбет — Евгения Кравец, жена Бориса, дочь Льва Марковича.
- Вита Смачелюк — Марго/Марта Грациани, мать Зои и Кати, владелица ночного бара «У Марты».
- Елизавета Зайцева — Наталья Кравец, дочь Евгении и Бориса.
- Александр Пискунов — Михаил Метревели, сын Елены и Георгия.
- Алексей Череватенко — Васо Долидзе, ближайший соратник Георгия.
- Лилия Яценко — Габриэла Метревели, дочь Георгия и Елены.
- Глеб Мацибора — Павлик Мовчан, сын Анатолия и Любы.
- Дмитрий Суржиков — Анатолий Мовчан, приемный отец Зои..
- Анна Лебедева — Люба Мовчан, жена Анатолия.
- Виталий Салий — Дмитрий Красненко, полковник СБУ.
- Михаил Кукуюк — Зиновий Павленко, отец Николая.
- Антонина Макарчук — Галина Павленко, жена Зиновия, мать Николая, бывшая секретарша в «Галицком ювелире».
- Михаил Досенко — Николай Павленко, сын Зиновия и Галины.
- Дмитрий Гаврилов — Роман, охранник дома Метревели.
- Владимир Нечепоренко — Лев Маркович Галицкий, отец Евгении, глава фирмы «Галицкий ювелир».
- Ирина Дорошенко — Параска Кравец, мать Бориса, бабушка Зои и Михаила.
- Софья Письман — Роза, домработница в доме Кравцов.
- Анастасия Блажчук — Оксана, племянница Розы, домработница в доме Кравцов.
- Анна Адамович — Катя Грациани, младшая дочь Маргариты.
- Андрей Титов — Семён, охранник семьи Кравец.
- Сергей Солодов — Илья.
- Андрей Журба — Виктор, отец Кеши, сотрудник «Галицкого ювелира».
- Андрей Билоус — Кирилл, юрист «Галицкого ювелира».
- Мария Хомутова — Валентина, подруга Зои.
- Стася Егорова — Раиса, подруга Натальи.
- Дмитрий Гольдман — Серго, глава ювелирного дома Метревели, отец Георгия.
- Татьяна Круликовская — Лида, домработница в доме Метревели.
- Кристина Синельник — Мария.
- Денис Роднянский — Нестор, друг Марго, помощник в ночном баре «У Марты».
- Наталья Кленина — Ядзя, подруга Марго, помощница в ночном баре «У Марты».
- Михаил Федорченко — Кеша.
- Игорь Иващенко — Гудимов, врач.
- Ксения Баша-Довженко — Тамара.
- Игорь Рубашкин — Геннадий Шульга, молочник.
- Марта Логачева — Марыся.
- Константин Попудренко — Леонид Ложкин, банкир.
- Сергей Стрыгин — Георгий Метревели в молодости.
- Дмитрий Усов — Борис Кравец в молодости.
- Денис Тарасов — Михаил Метревели в детстве.

## Производство
Автором сценария стала Татьяна Гнедаш, имеющая в своём арсенале разработку сюжетов сериалов «Бессмертник», «Дворняжка Ляля», «Сашка», «Маруся». Сценарием предусмотрено 95 серий, разделённых на пять частей. Сюжет содержит в себе мотивы шекспировской «Ромео и Джульетты», вулфовской «Ювелира и герцогини», «Крёстного отца» Марио Пьюзо, «Богатые и знаменитые» Алехандро Ромайя.
Фильм был создан продакшн компанией Front Cinema, входящей в состав холдинга Медиа Группа Украина.
Съёмки начались в мае 2015 года, продлятся полгода, и будут проходить в режиме нон-стоп. Съемки ведутся в Киеве (район Воздвиженка) и Киевской области (село Горбовичи)., Львов же в картине будет представлен видами улиц и панорамой.

## Релиз
10 августа 2015 года в 18.00 состоялся допремьерный онлайн показ сериала на канале телеканала «Украина» в YouTube. В телеэфир сериал вышел 17 августа в 18:00.

## Рейтинги
Телесериал по данным Индустриального телевизионного комитета за период с 17 по 23 августа в среднем получил рейтинг 2,97 % и долю 13 % по аудитории «18+, вся Украина», и рейтинг 3,52 % с долей 14,29 % по коммерческой аудитории канала «18+, 50 тыс.+». При этом сам телеканал «Украина» за этот период получил меньшие показатели: рейтинг 1,63 % и долю 10,99 % по «18+, вся Украина», и рейтинг 1,75 % с долей 11,6 % по «18+, 50 тыс. +».
Среди сериальных продуктов проект две недели занимал шестую позицию.

## Оценки
По мнению украинского журналиста и писателя Андрея Кокотюхи, «Клан ювелиров» представляет собой актуальный украинский сериал. Под этим он подразумевает новые приёмы в продвижении, оригинальный сюжет (не заимствованный из российских аналогов), учёт украинской топонимики и активное использование украинского языка наряду с русским.